# 雨宗林
雨宗林，汉族，曾用名雨天（英語：RAIN），生于陕西省渭南市，中国大陆男歌手，曾为驻唱歌手，2004年，因刘嘉亮引荐而与广州吕飞唱片签约。现秉属于中唱艺能公司。2018年12月19日正式成为2018年绿色中国行公益大使。因演唱《愿得一人心》（电视剧《最美的时光》的片头曲）、《过期爱情》、《时光不老我们不散》而为人熟知。